# Hódgép

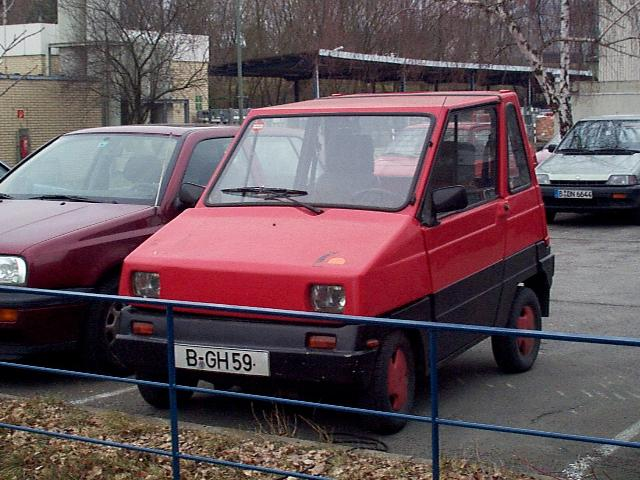
Hódgép Puli

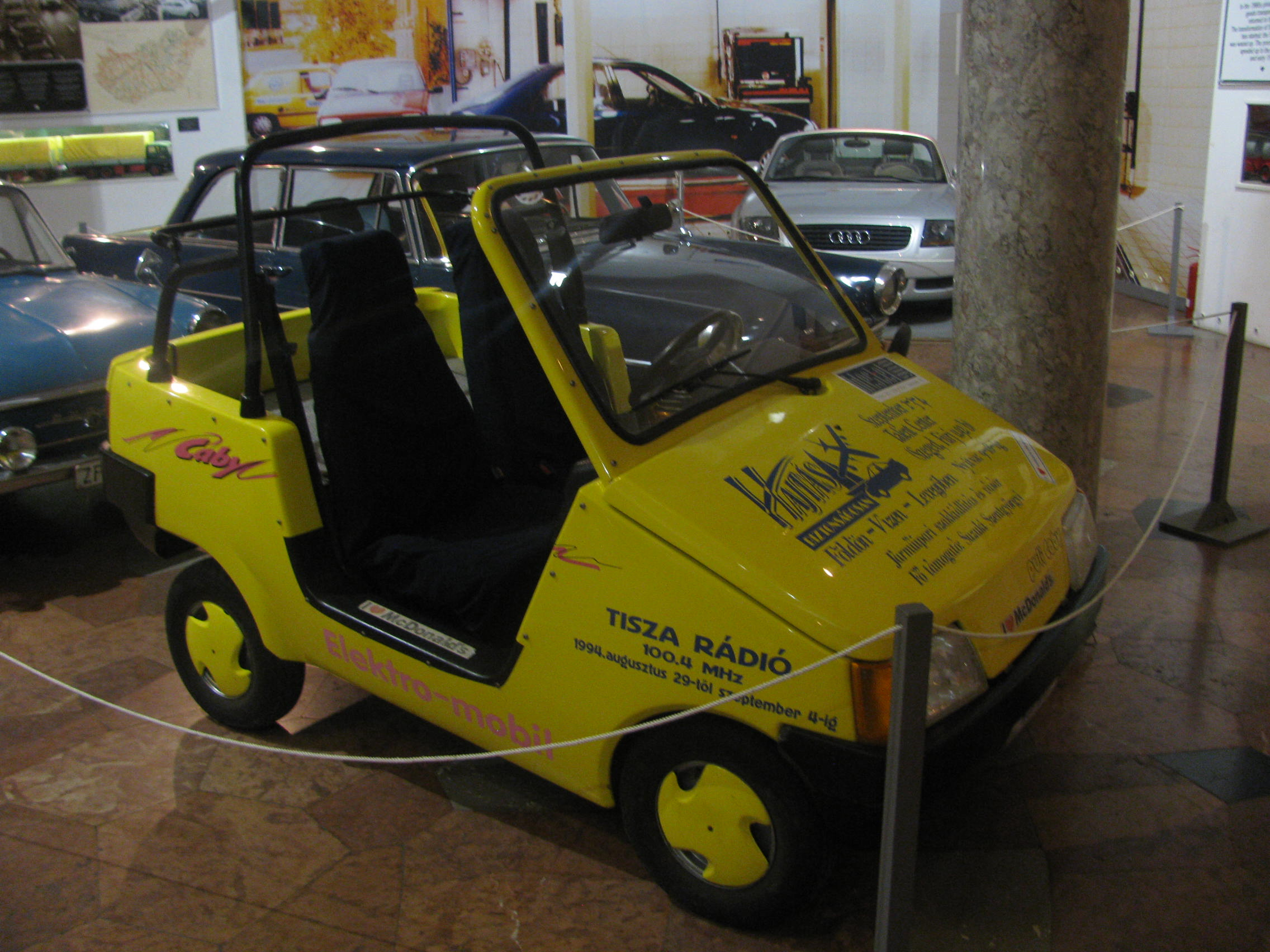
Hódgép Puli Cabriolet

Hódgép – węgierski producent maszyn specjalistycznych oraz mikrosamochodów z siedzibą w Hódmezővásárhely działający w latach 1974–2000.

## Historia
Przedsiębiorstwo Hódgép założone zostało w 1974 roku w węgierskim mieście Hódmezővásárhely na południu kraju, za cel obierając rozwój maszyn specjalistycznych. Do końca lat 70. XX wieku firma wyspecjalizowała się w wytwarzaniu przyczep rolniczych do przewozu zbóż, a także ciągników samolotowych. Produkty Hódgép dla rolników zdobyły popularność na terenie Związku Radzieckiego, z kolei pojazdy Aerotrak wykorzystywane na lotniskach zdobyły uznanie poza Żelazną kurtyną, trafiając na masową skalę do nabywców m.in. w RFN, jak i Stanach Zjednoczonych.

### Puli
Na początku lat 80. XX wieku zarząd Hódgép uzyskał polecenie zdywersyfikowania charakteru wytwarzanych przez siebie produktów od ówczesnych władz Węgierskiej Republiki Ludowej. Motywowane to było uzyskaniem dewiz, w efekcie czego Hódgép postanowił rozpocząć prace nad małolitrażowym mikrosamochodem na wzór spopularyzowanych po kryzysie paliwowym konstrukcji francuskich takich firm jak Aixam czy Ligier.
W 1987 roku uruchomiono produkcję modelu Puli, nazwanego od spopularyzowanej na Węgrzech charakterystycznej rasy psa puli. Samochód trafił do sprzedaży nie tylko lokalnie, ale i do krajów Europy Zachodniej – głównymi rynkami została Francja i RFN. Przekształcenie własnościowe Hódgépa po upadku WRL w formie nabycia przez prywatnych właścicieli przyniosło obszerną modernizację mikrosamochodu Puli. Początkowo napędzany tylko przez wysokoprężną jednostkę, w 1991 roku ofertę poszerzył także wariant w pełni elektryczny o nazwie Puli 2E. Samochód obszernie zmodernizowano, a ofertę poszerzył także wariant kabriolet oraz furgon.

### Schyłek
W pierwszej połowie lat 90. XX w. nowi właściciele węgierskiego przedsiębiorstwa intensywnie poszukiwali nowego inwestora, znajdując wstępnie szwajcarskiego przedsiębiorcę Bruno Frindeza. Ten obiecywał uruchomić sprzedaż elektrycznych Puli 2E w Szwajcarii pod własną marką, jednak po dostarczeniu samochodów Węgrzy nie uzyskali zapłaty, a przedsiębiorca okazał się oszustem skazanym później za to na karę więzienia. Hódgép w początkowych latach epoki postkomunistycznej zmagał się z pogłębiającymi się problemami finansowymi, w efekcie czego produkcja mikrosamochodu, z którym wiązano duże nadzieje, dobiegła końca w 1998 roku. Wariant elektryczny wytwarzano z kolei do 2000 roku, z głównymi rynkami zbytu w Szwajcarii i Niemiec. Na początku XXI wieku węgierska firma zniknęła z rynku.

## Modele samochodów

### Historyczne
- Puli (1987–1998)
- Puli 2E (1991–2000)